# NGC 748
NGC 748 este o galaxie spirală situată în constelația Balena. A fost descoperită în 20 septembrie 1784 de către William Herschel. Se află la o distanță de 55,72 de megaparseci de Pământ.